# 忻康里
忻康里原名丁家厍，是位於中華人民共和國上海市静安区曹家渡街道一帶的地名，也是一個里弄和小區，具體位置位於康定路、万航渡路道路交叉口的东南一带。

## 歷史
中華民国18年（1929年），郁氏在忻康里所在地建造187幢二层石库门房屋，並且起名忻康里。
截至2018年9月，許多忻康里內的居民已經搬離忻康里。忻康里的原址上建起了一个叫鑫康苑的居民小区。

## 交通
位於康定路和余姚路交会处的公交车站就名為忻康里。這個公交車站還是23路和824路的公交終點站。